# Eressa annosa
Eressa annosa là một loài bướm đêm thuộc phân họ Arctiinae, họ Erebidae.